# Wasilij Łanskoj
Wasilij (Wasyl) Siergiejewicz Łanskoj (ros. Василий Сергеевич Ланской; ur. 1754, zm. 1831) – generał rosyjski, prezes Rządu Tymczasowego Królestwa Polskiego w 1815 roku, generał-gubernator Księstwa Warszawskiego w latach 1813-1815, prezes Rady Najwyższej Tymczasowej Księstwa Warszawskiego, w latach 1825-1828 minister spraw wewnętrznych Rosji, senator od 1809. Był jednym z autorów Konstytucji Królestwa Polskiego w 1815.
Za udział w stłumieniu insurekcji kościuszkowskiej w 1794 awansowany na stopień generała majora. Gubernator guberni saratowskiej (1796-1802) i tambowskiej (1797). Od 14 marca 1813 roku do 9 czerwca 1815 roku pełnił obowiązki generała-gubernatora Księstwa Warszawskiego z ramienia cesarza Rosji Aleksandra I Romanowa. Następnie od 20 maja do 27 listopada 1815 roku pełnił obowiązki prezesa Rady Najwyższej Tymczasowej Księstwa Warszawskiego.
W 1818 odznaczony Orderem Orła Białego. Posiadał również Order Świętego Włodzimierza I klasy.